# 라파엘라 카라
라파엘라 카라(이탈리아어: Raffaella Carrà, 1943년 6월 18일 ~ 2021년 7월 5일)는 이탈리아의 가수, 댄서, 텔레비전 진행자, 배우이다.